# District de Mumbai-banlieue
Le district de Mumbai-banlieue (en Marathi:   मुंबई उपनगर जिल्हा ) est un  district de la division de Konkan du Maharashtra. 

## Description
Son chef-lieu est la ville de Bandra.  